# Tommaso Reggio
Tommaso Reggio (9. ledna 1818, Janov – 22. listopadu 1901, Triora) byl italský římskokatolický duchovní, arcibiskup janovský, zakladatel kongregace Sester svaté Marty. Katolická církev jej uctívá jako blahoslaveného.

## Život

### Raný život a kněžství
Narodil se dne 9. ledna 1818 v Janově markýzi Giovannimu Giacomu Reggiovi a Angele Marii Pareto. Pokřtěn byl následujícího 10. ledna v místní katedrále sv. Vavřince. Dne 10. dubna 1828 mu biskup ze Saluzza Antonio Podestà udělil svátost biřmování.
Své základní vzdělání získal doma od soukromého učitele a poté své středoškolské vzdělání získal v Janově od otců Somaskoů. Dne 1. srpna 1838 získal bakalářský titul na Janovské univerzitě. Dne 24. března 1839 se rozhodl stát se knězem a v rámci přípravy na kněžství absolvoval filozofická a teologická studia. Kněžské svěcení přijal dne 18. září 1841 z rukou janovského arcibiskupa a kardinála Placida Maria Tadiniho. Svoji primiční mši svatou sloužil v kostele San Maurizio v Alessandrii. Dne 15. července 1842 promoval na Janovské koleji teologických studií a v roce 1843 získal doktorát z těchto studií. V roce 1843 se stal vicerektorem seminaristů v Janově a v letech 1845–1851 působil jako rektor seminaristů v Chiavari. V roce 1851 se vrátil do Janova, kde působil jako opat-farář při bazilice Santa Maria Assunta.

### Biskupská služba
Dne 20. března 1877 byl jmenován biskupem-koadjutorem diecéze Ventimiglia a titulárním biskupem z Tanis. Biskupské svěcení přijal 6. května 1877 v katedrále sv. Vavřince v Janově z rukou janovského arcibiskupa Salvatora Magnasceho. Spolusvětiteli byli biskupové Giovanni Battista Cerruti a Giuseppe Maria Sciandra. Po smrti biskupa Lorenza Giovanniho Battisty Biala se 26. června téhož roku automaticky stal biskupem diecéze Ventimiglia.
Diecéze byla chudá do té míry, že musel cestovat na mule, aby mohl provést apoštolské visitace farností, které absolvoval v letech 1877, 1882 a 1889. Dne 8. března 1880 předsedal prvnímu diecéznímu synodu. Dne 15. října 1878 založil ženskou řeholní kongregaci Sester svaté Marty, jejíž členky mají za úkol péči o chudé. Zřizoval nové farnosti a také zorganizoval tři diecézní setkání biskupů a kněží a zaměřil se na liturgické obrození. Po zemětřesení v roce 1887 ve své diecézi zásadně organizoval humanitární pomoc. Založil sirotčince ve Ventimiglii a v Sanremu pro děti, které při zemětřesení ztratily své rodiny. Za tyto dobročinné aktivity mu roku 1887 udělila italská vláda Řád svatých Mořice a Lazara.
Dne 11. července 1892 byl papežem Lvem XIII. jmenován janovským arcibiskupem a 10. srpna téhož roku byl slavnostně uveden do úřadu. Založil síť pro péči o imigranty, v čemž spolupracoval s biskupem z Piacenzy sv. Giovannim Battistou Scalabrinim.
Dne 2. dubna 1892 vysvětil na kněze významného polského salesiána bl. Augusta Czartoryského. V roce 1893 předsedal arcidiecéznímu synodu. S papežským svolením také vedl pohřeb Umberta I. dne 8. srpna 1900. Kromě toho zahájil restaurátorské práce na janovské katedrále sv. Vavřince.

### Smrt
Dne 13. září 1901 odcestoval na pouť do Triory kvůli odhalení nové sochy Krista Vykupitele na hoře Saccarello s diecézními kněžími. Na horu však nemohl vystoupat, neboť ho zasáhla náhlá a prudká bolest kolene, která ho donutila zůstat na lůžku. Navzdory obvazům a dalším snahám o vyléčení se jeho infekce nadále prudce zhoršovala. Zemřel odpoledne dne 22. listopadu 1901 v Trioře. Jeho pohřeb se konal v katedrále sv. Vavřince v Janově. Pohřben je v kapli řeholního domu jím založené kongregace v Janově.

## Úcta
Jeho beatifikační proces započal dne 26. května 1983, čímž obdržel titul služebník Boží. Dne 18. prosince 1997 jej papež sv. Jan Pavel II. podepsáním dekretu o jeho hrdinských ctnostech prohlásil za ctihodného. Dne 21. prosince 1998 byl unán zázrak na jeho přímluvu, potřebný pro jeho blahořečení.
Blahořečen pak byl dne 3. září 2000 na Svatopetrském náměstí papežem sv. Janem Pavlem II.
Jeho památka je připomínána 9. ledna. Bývá zobrazován v biskupském oděvu.